# Commanda Glacier
Commanda Glacier är en glaciär i Antarktis. Den ligger i Östantarktis. Nya Zeeland gör anspråk på området. Commanda Glacier ligger 780 meter över havet.
Terrängen runt Commanda Glacier är kuperad åt nordost, men åt sydväst är den bergig. Trakten är obefolkad. Det finns inga samhällen i närheten.